# Абашидзе
Абашидзе (груз. აბაშიძე) — княжеский имеретинский род.

## История
Восходит к глубокой древности. Предок их (Абеши) получил в VII веке от грузинского царя Арчила II населённые имения с титулом тавади, то есть князя. Род особенно прославился в конце XVII и в XVIII веках. Князья Абашидзе известны как могущественные вассалы имеретинских царей, нередко воюющие и с ними. В 1701—1707 Георгий Абашидзе царствовал в Имеретии.
20 сентября 1825 года впервые признаны в княжеском достоинстве, со внесением в V часть родословной книги Тифлисской губернии. Высочайшим повелением, от 29 июля 1876 года, штаб-ротмистру князю Симону Кайхосровичу Абашидзе дозволено присоединить к гербу и фамилии своей, герб и фамилию тестя своего майора Семёна Давыдовича Горленко и именоваться впредь князем Абашидзе-Горленко, с тем, чтобы соединённая фамилия эта переходила лишь к старшему в роде из его потомков.

## Описание герба
В серебряном поле чёрный скачущий влево конь, над ним накрест два лазоревых меча. В червлёной главе княжеская корона, под ней серебряный с золотой рукоятью изогнутый меч.
Над щитом дворянский коронованный шлем. Нашлемник: встающий влево чёрный конь с червлёными глазами и языком. Намёт: справа — червлёный с золотом. Щитодержатели: два золотых льва с червлёными глазами и языками. Герб украшен червлёной, подбитой горностаем мантией с золотыми кистями и золотой бахромой и увенчан княжеской короной.

XIV, 5

Герб князя Симона Кайхосрова Абашидзе-Горленко (Щит рассечён. В правой части вышеописанный герб Абашидзе, в левой — герб Горленко) внесён в Часть 14 Общего гербовника дворянских родов Всероссийской империи, стр. 5